# Lepidium sagittulatum
Lepidium sagittulatum är en korsblommig växtart som beskrevs av Albert Thellung. Lepidium sagittulatum ingår i släktet krassingar, och familjen korsblommiga växter. Inga underarter finns listade i Catalogue of Life.